# Área natural de manejo integrado municipal Serranías de Igüembe
El Área Natural de Manejo Integrado Municipal Serranías de Igüembe es un área protegida de Bolivia, ubicada en el municipio de Villa Vaca Guzmán de la provincia de Luis Calvo en el departamento de Chuquisaca. El área se caracteriza por un paisaje montañoso en la Cordillera Oriental de los Andes bolivianos, que comprende en su jurisdicción a siete comunidades indígenas guaraníes y siete comunidades campesinas. Esta área protegida fue creada en 2020 mediante la Ley Municipal Nº094/2020 del municipio de Villa Vaca Guzmán, abarcando una superficie de 122.313 hectáreas de sus bosques en el Chaco boliviano.
La creación de esta área fue propuesta municipal que surgió en el 2011 y que se concretó en 2020.
Actualmente se encuentra en proceso de declaratoria legal como Área Protegida Departamental.

## Fauna
Según una evaluación por la Fundación Natura para la creación del área protegida, en sus bosques se han registrado 92 especies de aves, 31 especies de mamíferos y 10 de reptiles.
Entre los mamíferos emblemáticos están el jucumari, el puma, el gato de monte, el tapir, el pecarí y el oso hormiguero gigante. Esta zona, además, forma parte del área de conservación del oso de anteojos establecido en plan nacional.
Entre las aves más representativas se encuentra el guacamayo verde o papagayo verde, especie catalogada en situación vulnerable. En estos bosques también se han registrado lugares de anidamiento para el cóndor andino.

## Flora
La vegetación predominante en el área natural corresponde al bosque subtropical templado, florísticamente forma parte del Bosque Tucumano – boliviano, donde se encuentran bosques subhúmedos montanos y submontanos y praderas de altura, con bosques Serrano Chaqueños.
En Serranías de Igüembe se registraron 205 especies de plantas. Entre las más representativas de la zona están el Cebil, una especie dominante entre otros árboles como Mara blanca (Spondias sp.), Lapacho rosado (Tabebuia sp.), Cuchi (Myracrodruon urundeuva), y el quebracho colorado o soto (Schinopsis haenkeana).

## Amenazas medioambientales
Entre las principales amenazas a esta área protegida se encuentran la ampliación de zonas de pastoreo de ganado bovino y caprino, cacería ilegal a baja escala, cacería de subsistencia de los pueblos indígenas, y la deforestación producto de la tala selectiva de madera para el autoconsumo y ampliación de la frontera agrícola en laderas con el cultivo del maíz principalmente.

## Comunidades
En el área protegida vive la comunidad guaraní Tentayapi, declarada Patrimonio Histórico, Cultural y Natural de Bolivia en el año 2004.